# 松本城
松本城（まつもとじょう）は、長野県松本市（旧・信濃国筑摩郡筑摩野松本）にある日本の城。松本城と呼ばれる以前は深志城（ふかしじょう）といった。
天守は安土桃山時代末期-江戸時代初期に建造された現存天守の一つとして国宝に指定され、城跡は国の史跡に指定されている。天守が国宝指定された5城のうちの一つである（他は姫路城、犬山城、彦根城、松江城）。

## 歴史

### 近世以前
戦国時代の永正年間（1504-1520年）に、信濃守護家小笠原氏（府中小笠原氏）が林城を築城し、その支城の一つとして深志城が築城されたのが始まりといわれている。
天文年間には甲斐国の武田氏による信濃侵攻が開始され、1550年8月27日（天文19年7月15日）には林城・深志城などが落城し、信濃守護・小笠原長時は追放された（『高白斎記』）。武田氏は林城を破却して深志城代として馬場信春を配置し、松本盆地を支配下に置いた。その後は信濃小県郡の村上義清、越後国の長尾景虎（上杉謙信）と抗争し、北信濃に至る信濃一帯を領国化した。
1582年（天正10年）、甲州征伐に伴う武田氏滅亡により城代馬場昌房から織田長益に明け渡された後、織田信長によって木曾義昌に安堵された。本能寺の変後の武田遺領を巡る天正壬午の乱において、同年6月には越後の上杉景勝に擁立され、小笠原旧臣の助力を得た小笠原洞雪斎が奪還。さらに徳川家康の麾下となった小笠原貞慶が旧領を回復し、松本城と改名した。
1590年（天正18年）の豊臣秀吉による小田原征伐の結果、徳川家の関東移封が行われ、当時の松本城主小笠原秀政も下総国古河へと移った。代わりに石川数正が入城し、石川数正とその子康長が、天守を始め、城郭・城下町の整備を行う。石川数正は徳川家を出奔して秀吉の下へ走った経緯があり、天守の築城は関東を領した家康に対する牽制・防衛のためだといわれている。
その後、家康が江戸幕府を創始。江戸時代初期には大久保長安事件により石川康長が改易となり、小笠原秀政が再び入城。大坂の陣以後は松平康長や水野家などの松本藩の藩庁として機能した。水野家の後は松平康長に始まる戸田松平家（戸田氏の嫡流）が代々居城とした。
1686年 貞享騒動（じょうきょうそうどう）が起きる。農不作のうえ過酷な年貢に多くの農民が苦しみ、身を挺して多田加助とその同志たちが郡奉行に訴え出た。やがて松本城を農民が万余りに取り囲む騒動に発展した。沈静化のために訴えを家老達が聞き入れたが、沈静化した後、家老が聞き入れた覚え書きを取り上げられ、加助とその同志の子弟も含め28名、翌年年明けに処刑されてしまう。
1727年（享保12年）には本丸御殿が焼失、以後の政務は二の丸で執られた。

### 明治以降
1872年（明治5年）に天守が競売にかけられ、解体の危機が訪れるが、市川量造ら地元の有力者の尽力によって、買い戻されて難を逃れる。市川はまず破却の延期を申請したうえで、天守を借りて博覧会（筑摩県博覧会）を開き、それによる収入を活用して天守を購入した。
1876年（明治9年）6月19日、不審火により、当時筑摩県庁となっていた二ノ丸御殿が全焼。当時、県庁の移転と旧長野県との合併問題をめぐって紛争が起きており物議をかもした。跡地には1878年（明治11年）に松本地方裁判所が建つ。
明治30年代頃より天守が大きく傾き、これを憂いた松本中学（旧制）校長の小林有也らにより「松本天守閣天主保存会」が設立され広く修理費の寄付を募り、1903年（明治36年）より1913年（大正2年）まで「明治の大修理」が行われた。
1930年（昭和5年） 国の史跡に指定された。1936年（昭和11年）4月20日には天守、乾小天守、渡櫓、辰巳附櫓、月見櫓の5棟が国宝保存法により当時の国宝に指定され、1952年（昭和27年）3月29日にはこれら5棟が文化財保護法により改めて国宝に指定されている。
太平洋戦争で敗れた日本を占領統治した連合国軍最高司令官総司令部（GHQ）の美術顧問だったチャールズ・ギャラガーが1946年（昭和21年）に松本城を視察し、早急な解体調査が必要であることを文部省（文部科学省の前身）に勧告。これを受けて1950年（昭和25年）より1955年（昭和30年）まで解体復元工事（「昭和の大修理」、国宝保存事業の第1号）。
1978年（昭和53年）、旧二の丸御殿跡にあった裁判所が北側に移転し、旧庁舎は日本司法博物館として島立地区に移築された。
1990年（平成2年）には黒門二の門および袖塀が、1999年（平成11年）には太鼓門枡形が復元された。
2000年（平成12年）、松本城周辺市街化区域が都市景観100選に選ばれた。
2001年（平成13年）、乾小天守の一般公開を開始。
2006年（平成18年）4月6日、日本100名城（29番）に選定された。
2011年（平成23年）6月30日に発生した長野県中部地震により、天守の壁等25ヵ所にひびが入る被害を受けた。また、埋門の石垣がズレたため、埋橋を渡っての入場が停止されている。
2014年（平成26年）4月、太鼓門が特別公開された。防犯カメラ設置以後では初めて天守の武者走りに落書きがあることが発見された。

## 構造

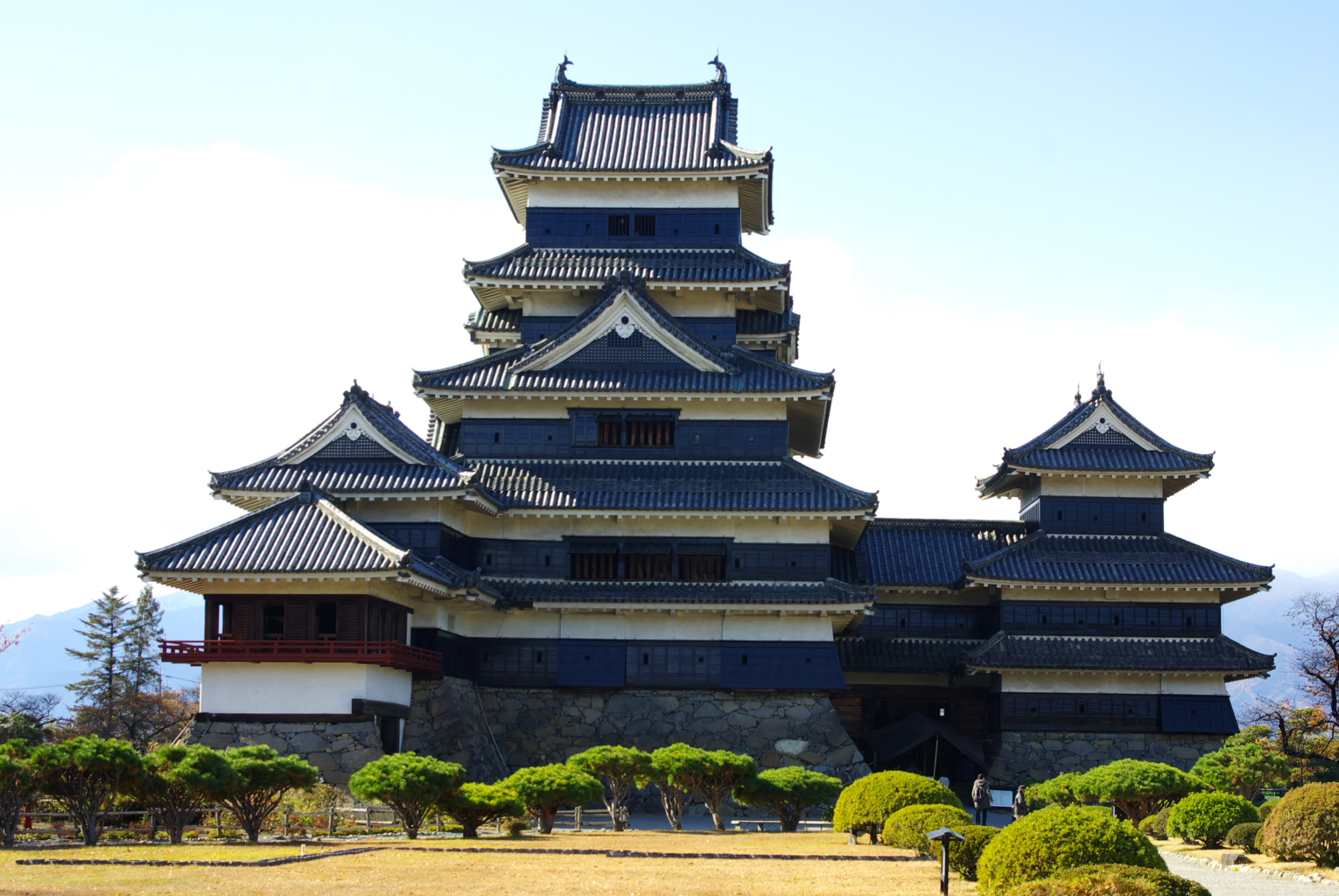
右から乾小天守、大天守、辰巳附櫓、その手前に月見櫓
2013年（平成25年）

典型的な平城。本丸、二の丸、三の丸ともほぼ方形に整地されている。南西部に天守を置いた本丸を、北部を欠いた凹型の二の丸が囲み、さらにそれを四方から三の丸が囲むという、梯郭式に輪郭式を加えた縄張りである。これらは全て水堀により隔てられている。現存12天守の中では唯一の平城である。

### 天守
5重6階の天守を中心にし、大天守北面に乾小天守を渡櫓で連結し、東面に辰巳附櫓・月見櫓を複合した複合連結式天守である。大天守は、初重に袴形の石落としを付け、窓は突上窓、破風は2重目南北面と3重目東西面に千鳥破風、3重目南北面に向唐破風の出窓を付けている。辰巳附櫓・月見櫓は、第3代将軍徳川家光が長野の善光寺に参拝する途中で、松本に立ち寄るという内意を受けたため、当時の藩主松平直政が建てた。赤い欄干を配して、風雅な雰囲気を持つ。家光の善光寺参拝は中止になったが、天守に付属する月見櫓としては唯一の遺構となった。
大天守は構造的には望楼型天守から層塔型天守への過渡期的な性格が見られ、2重目の屋根は天守台の歪みを入母屋（大屋根）で調整する望楼型の内部構造を持ちながら、外見は入母屋を設けず強引に寄棟を形成している。ただ、強引とはいえ外見的には層塔型の形状を成立させているため、各重の屋根の隅は様々な方向を向いており、松本城天守の特徴の一つとなっている。3階の、低い天井に窓のない特殊な空間が生まれたのはこのためで、パンフレットなどでは「秘密の階」と説明されているが、構造上は2重の上に生じた大屋根構造の名残りともいえる屋根裏的な空間を階として用いたことによるものである。内部は最上階（6階）の他に4階を白壁造りにするなど、ある程度の居住性が考慮されている。外壁は初重から最上重まで黒塗の下見板が張られており、この黒の原料は1950年（昭和25年）の修理工事着工までは墨によるものであったが、解体修理の際に漆塗りの痕跡が見つかったことから、修理工事が竣工した1955年（昭和30年）以降は黒漆塗りとなっている。乾小天守も構造的特徴は大天守と同様であるが、最上階に華頭窓が開けられている。

#### 天守の建造年
天守の建造年には、いくつかの説がある。
「天正19年（1591年）説」「文禄3年（1594年）説」「慶長2年（1597年）説」「慶長5年・6年（1600年 - 1601年）説」、「慶長20年（1615年）説」である。いずれも、主に大天守の建造年を示したものである。
- 天正19年説は、大類伸・鳥羽正雄の共著『日本城郭史』に見られる説で[8]、宮上茂隆は1992年（平成4年）に発表した論文において石川数正とその子康長により建てられた第1期天守の建造年と考え、大天守ではなく現在の乾小天守であると主張している[9]。
- 慶長2年説は、1940年（昭和15年）に城戸久が論文において述べた説で、当時定説となっていた竣工文禄3年説[10]また慶長5年・6年説[11]を否定し、文献を元に文禄3年着工、慶長2年竣工が至当であると主張している[8]。
- 慶長20年説は、大坂の陣（1614年 - 1615年）前後の建造とする宮上茂隆の説と同様で1615年（慶長20年）に小笠原秀政によって建造されたとするものである[12]。

層塔型天守に分類されているが、1597年（慶長2年）建造とする場合、最初の層塔型天守とされる丹波亀山城（1609年 - 1610年頃に建造）に10年以上先立つので、建築史の観点から望楼型と見なすことがある。その一方で、1950年（昭和25年）から1955年（昭和30年）に行われた解体修理の時、いくつかの改築の痕跡が見つかっていることなどから創建当時は、望楼型で最上階には外廻縁高欄があり、各重の屋根には多くの破風を取り付けた姿であったと推定されており、松平氏により付櫓と月見櫓が増築された1633年（寛永10年）に現在のように造りかえられたと考えられている。

#### 天守の傾き

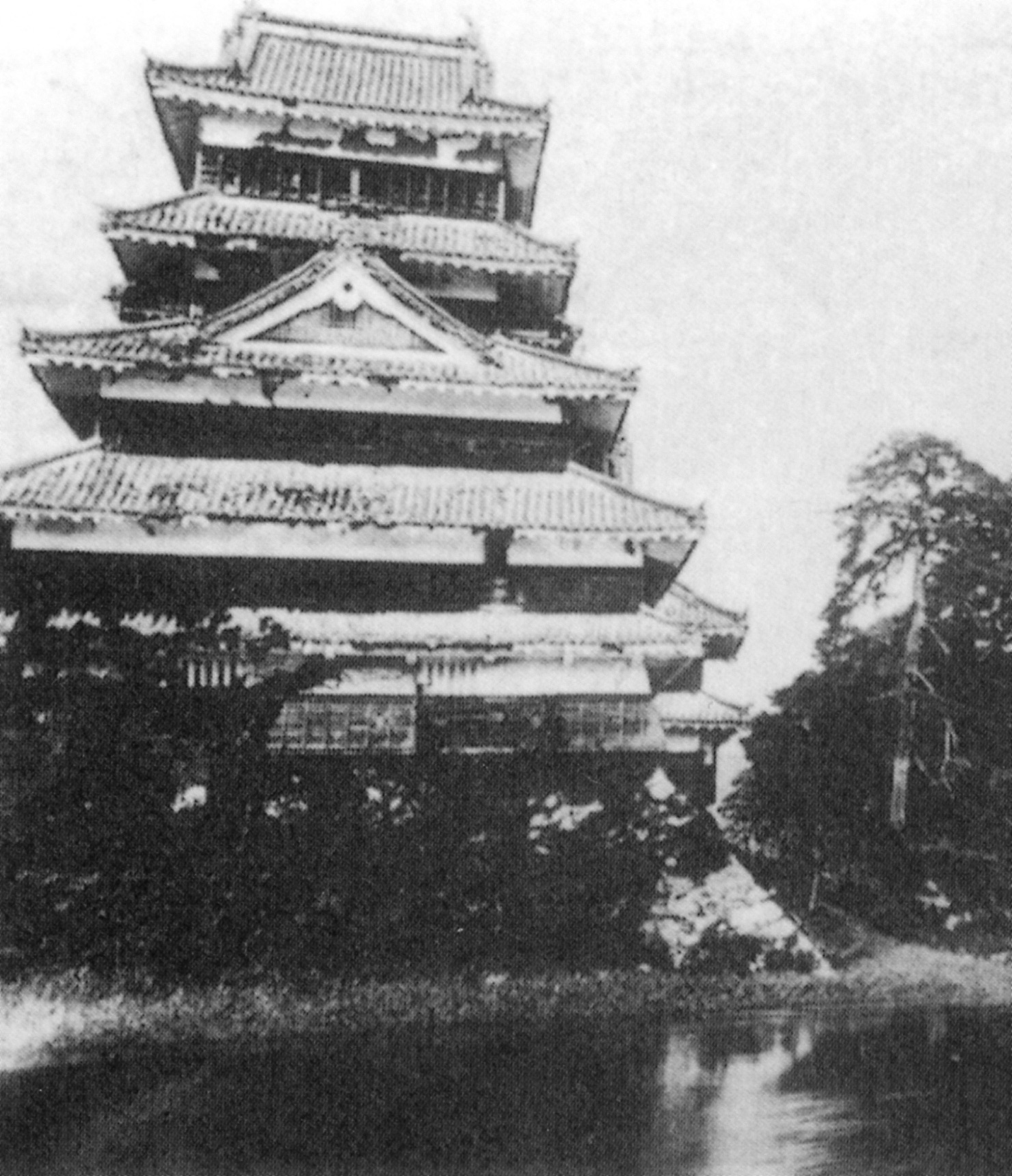
傾いた天守（明治時代）

明治時代の天守の傾きの原因は、軟弱な地盤の上に天守の基礎工法として採用された天守台の中に埋めこまれた16本の支持柱の老朽化により建物の自重で沈み込んだことにあると見られている。また安政元年（1854年）の安政東海地震で大規模な被害や火事の記録があり、この時本丸と三の丸の櫓、大手門枡形の塀などが潰れ、天守や太鼓門、本丸の裏門などが大破したとされている
貞享騒動（加助騒動、嘉助一揆）の首謀者・多田嘉助が磔刑に処せられる際に、天守を睨んで絶叫した怨念によって瞬時に傾いたといわれる伝説があるが、これは天守が傾き始めた明治になってから作られた話である。

### 本丸
天主と本丸御殿が置かれた枢要部で北東隅の折廻し櫓を扇頂とする扇形である。本丸は政庁兼藩主の居所であったが、享保12年（1727年）に焼失して再建されず、その機能は二の丸御殿及び古山地御殿に移された。

### 二の丸
内堀と外堀の間にあり、U字形で北側を除いて本丸を囲む。東側に二の丸御殿、南東側に古山地御殿、西側に八千俵蔵、焔硝蔵などがあった。

### 三の丸
三の丸には上級家臣の屋敷を中心として作事所など藩の施設があった。

## 遺構
明治時代に筑摩県庁が設置されていた二の丸で発生した火災で焼け残った切妻造の土蔵が現存している。この土蔵は御金蔵として使われていた。また、現存する廓は本丸と二の丸だけである。
移築現存門としては、安曇野市内堀金地区に大手門二の門を移築したという伝承のある薬医門がある（安曇野市指定文化財。）。また、松本市新村地区には、城の南門の扉を使用したという長屋門がある。このほかにも、松本市および周辺の市町村には松本城内にあった侍屋敷より移築したとされる民家の門が数多くある。

### 総堀
三の丸の周囲をめぐっていた総堀は明治以降に埋め立てられ、一部に水路跡や土塁が残るのみである。このうち、松本市大手2丁目54番の土井尻土塁は2007年に史跡松本城に追加指定された。

### 外堀復元計画
南側と西側の外堀の一部は、大正から昭和にかけて埋め立てられて民有地となったが、松本市はこの外堀の復元をめざし、用地買収を進めている。2012年にはこの旧外堀該当地0.9ha（住宅・店舗80棟）のうち、土地権利者の同意を得た0.7ha（約60棟分）について、文化庁に国の史跡への追加指定を申請した。2013年3月に当該部分が「史跡松本城」に追加指定され、史跡指定面積は従前の8.4haが9.1haとなった。
旧外堀については2014年3月、2015年3月にも史跡の追加指定が行われ、指定面積は9.27haとなっている
しかし、土壌汚染調査で基準値を超える鉛が検出されたことから、松本市は外堀の復元を断念して芝生の広場として整備する方針に変更すると、2018年7月10日に発表した。
2021年6月、松本市は2019年4月の「土壌汚染対策法および関連する省令」の改正により、自然由来の鉛を含む土壌処分費用に関する課題に目途が立ったことから、外堀を水堀として整備する検討を開始と発表した。
2022年6月の定例市議会において、松本市長は水堀復元のスケジュールについて「本年度中のしかるべき時期に提示する」と述べ、また用地買収の進む南堀から段階的に着手するとの方針を表明した。しかし、掘削残土は鉛の処分こそ不要になったものの、公共事業の盛り土に使用するなどの条件があり、鉛を含む残土を盛り土に使われる地元の反発も予想される事から、具体的な着手時期については依然不透明なままである。

## 文化財

### 国宝
- 大天守
- 乾小天守
- 渡櫓
- 辰巳附櫓
- 月見櫓

「松本城天守」の名称で1952年（昭和27年）3月29日に国宝指定。

### 史跡（国指定）

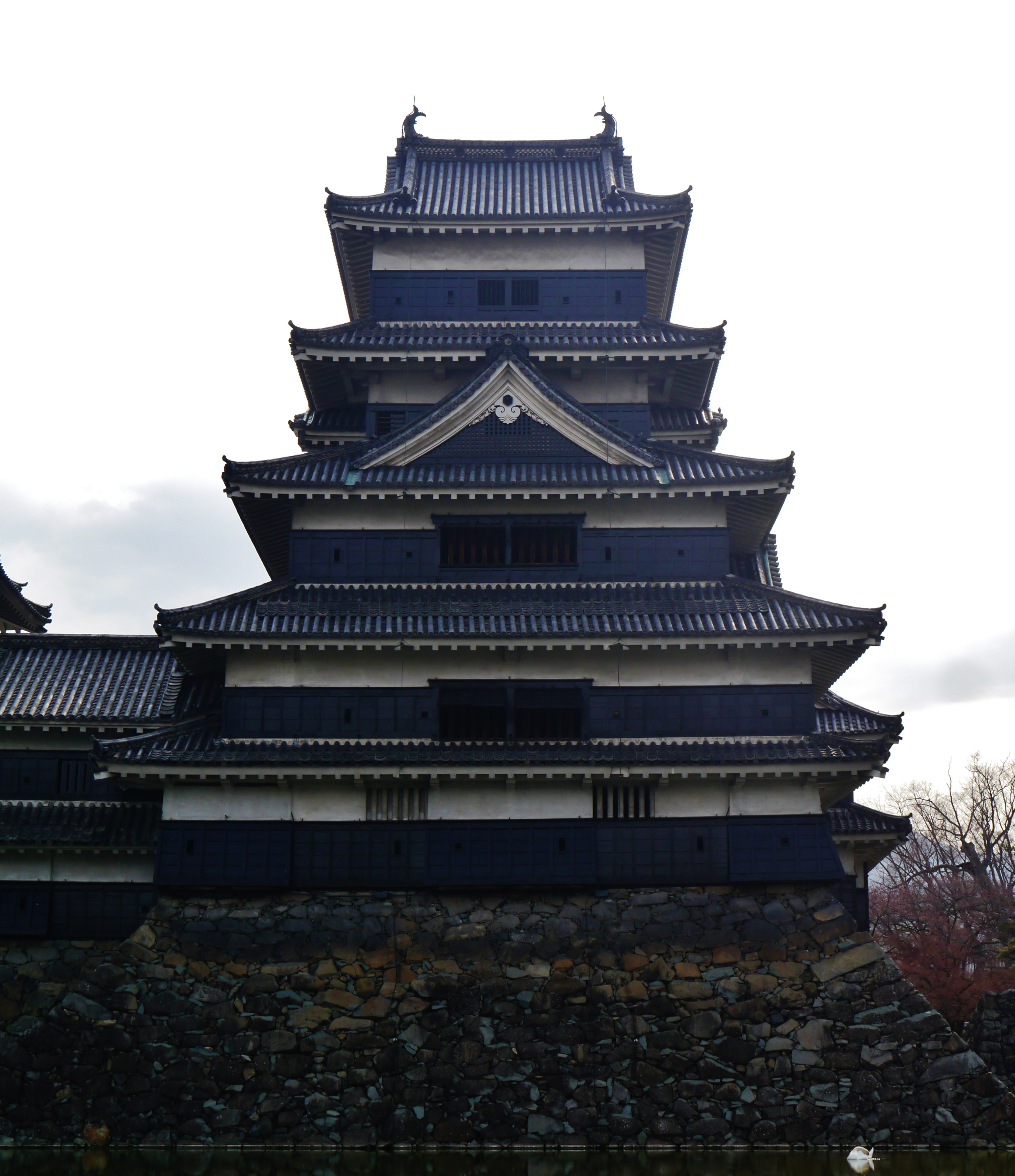
松本城大天守

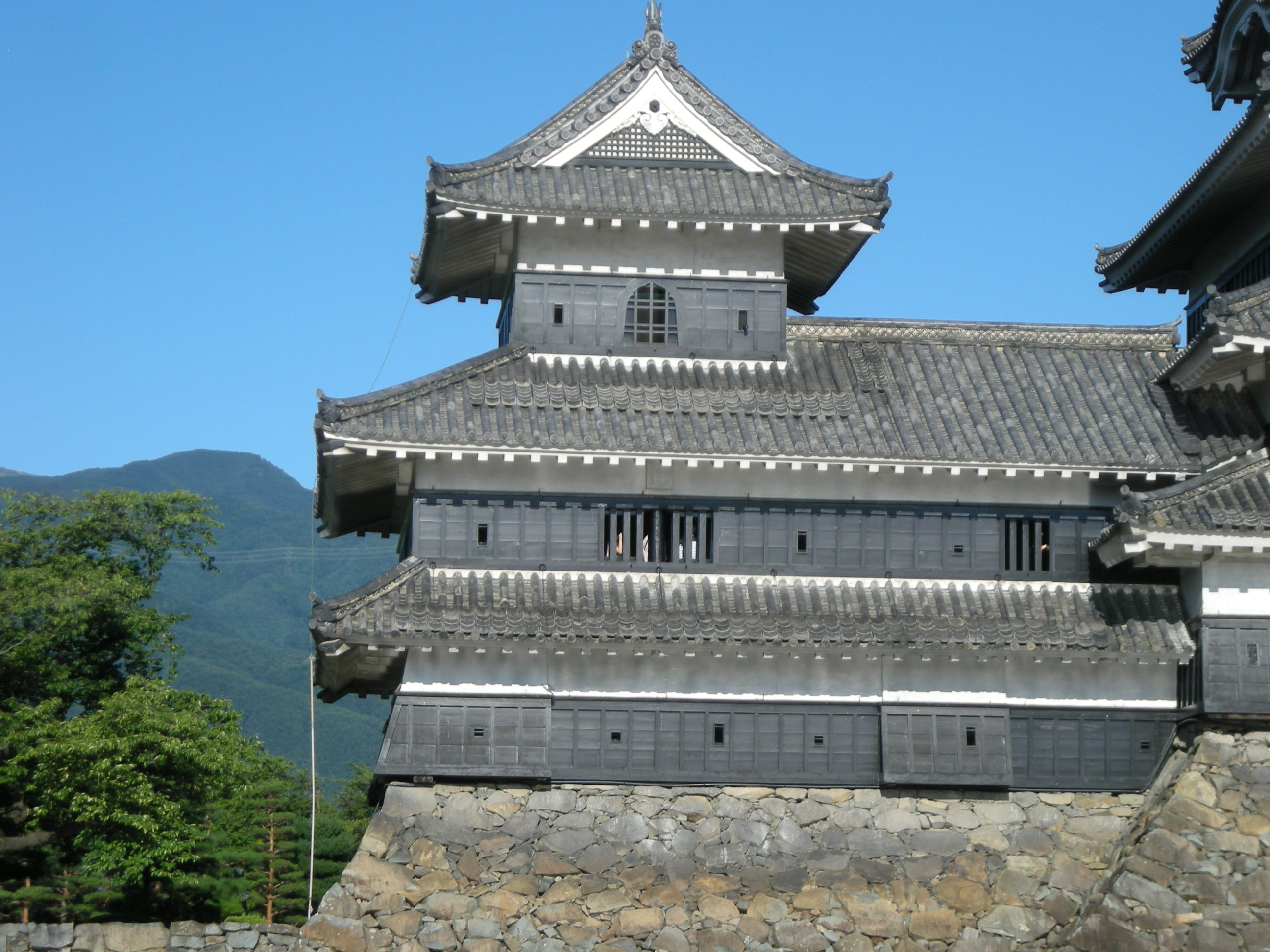
松本城乾小天守・渡櫓

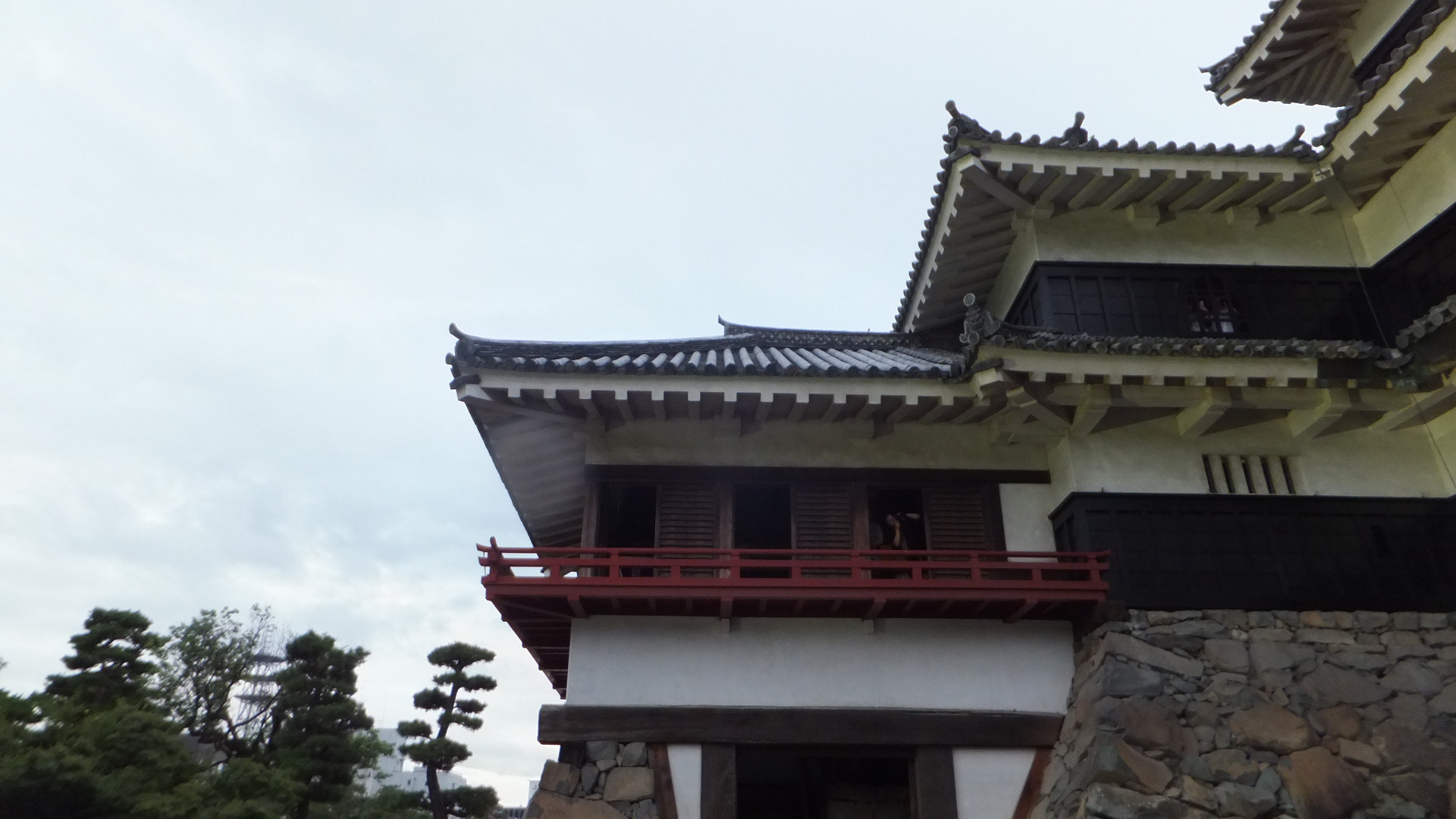
松本城辰巳附櫓・月見櫓

- 松本城

## 松本城公園
松本城周辺に整備された、入場無料（天守閣と本丸庭園は有料）の都市公園（総合公園）。四季を通じて各種イベントが開催されている。
松本城公園内には松本市立博物館があったが、老朽化のため2023年（令和5年）10月に移転し、旧博物館の建物は2025年（令和7年）1月から基礎を残して解体されることとなった。

### 主なイベント
第○回と冠されたイベントを挙げる。「」書きのイベント名には枕詞「国宝松本城」が付く。
- 太鼓門特別公開（春・夏・秋の3回）
- 「夜桜会」- 開花宣言の3日後より8日間
- 「太鼓まつり」
- 「薪能」
- 「月見の宴」
- 信州・松本そば祭り
- 「合同茶会」
- お城まつり
- 「新成人記念写真撮影会」
- 「氷彫フェスティバル」
- 「消防総合訓練」
- 「松本藩古流砲術演武」
- 「新春祝賀式」
- 「桜並木 光の回廊」
- 「菊花展」
- 「少年少女剣道なぎなた大会」
- 「吟詠剣詩舞」
- 「奉射弓道大会」
- 「少年少女武者行列」
- クラフトビールフェスティバル in 松本 - 2014年 - 2016年、2018年、2022年[29][30]
2014年から2016年の開催ではのべ5万人が訪れた[29]。2017年は松本市教育委員会が「松本城の品格にふさわしくないと判断する行為は認めない」という内規（2016年制定）に則って中止要請が行い、中止となった[29]。中止に対し、松本市民から「飲酒は品格に欠けるのか?」との批判の声が挙がったため、松本市教育委員会は内規を廃止し、2018年には再開された[29]。

## 現地情報

### 所在地
- 長野県松本市丸の内4-1

### 交通アクセス
- 徒歩
  - JR篠ノ井線・大糸線、アルピコ交通上高地線（通称・松本電鉄） 松本駅（東口（お城口））から約20分。
  - JR大糸線 北松本駅（東口（お城口））から約7分。
- バス
  - 松本駅バス停から、松本電鉄バスタウンスニーカー北コースで約10分、「松本城・市役所前」バス停下車。（松本城交差点近くにあった「松本城黒門」バス停が最寄りだった）
  - 松本バスターミナルから、松本電鉄バス浅間温泉行きなどで約10分、「大名町」バス停下車。
  - 北市内線の「税務署口」バス停から徒歩約6分
  - 信大横田循環線 「上土町」バス停から徒歩約5分
  - 横田信大循環線 「市役所口」バス停から徒歩約5分
- 自動車
  - 松本インターチェンジから車で15分。

## ギャラリー

### 天守内部
- 天守内構造
（2018年（平成30年）3月）
- 天守内構造
（2018年（平成30年）3月）
- 非常に急な天守内階段
（2013年（平成25年）8月）
- 大天守2階常設展「戸田家伝世の甲冑」
（2008年（平成20年）8月）
- 大天守2階常設展「松本城鉄砲蔵」
（2008年（平成20年）8月）

### 城内の風景
- 松本城と桜
（2018年（平成30年）3月）
- 天守（国宝）
（2005年（平成17年）8月）
- 快晴の日の松本城天守１
（2024年（令和6年）9月）
- 快晴の日の松本城天守２
（2024年（令和6年）9月）
- 快晴の日の松本城天守３
（2024年（令和6年）9月）
- 快晴の日の松本城天守４
（2024年（令和6年）9月）
- 太鼓門（1999年3月木造復元）
（2018年（平成30年）3月）
- 黒門（1989年12月木造復元）
（2004年（平成16年）9月）
- 天守からの景色（北）
（2018年（平成30年）3月）

- 天守からの景色（西）
（2018年（平成30年）3月）
- 天守からの景色（東）
（2018年（平成30年）3月）
- 大天守から市街を見る
（2008年（平成20年）8月）
- 天守と飛騨山脈
（2017年（平成29年）2月）
- 夜の天守
（2017年（平成29年）2月）

## 烏城という呼称について
別名とされていた「烏城（からすじょう）」という呼称について、松本市教育委員会松本城管理事務所は、「烏城」という表現は歴史的な文献などに存在しないとして、誤りであるという見解を示している。
平凡社の地名辞典『日本歴史地名大系』に「俗に烏（からす）城という。」（引用、括弧内はルビ）とあり、信州社会科教育研究会編著の学習参考書『長野の地理ものがたり』には「からす城」という表記がある。信州学で知られる市川健夫の著書にも「壁を黒く塗ってあるので、烏城とも…」との記述が見える（ルビは「うじょう」）。
2020年、長野県民俗の会の会誌に烏城という呼称に関する調査論文が掲載された。要約すると下記の通りである。
- 著者周辺の松本市内在住者数人への聞き取り調査の結果、昭和40年代頃以降の生まれであれば烏城という呼称を認知していた。しかし由来について語る人は無し[36]。
- 文献調査の結果、1966年（昭和41年）に長野県観光連盟が発行した書籍『信州の歴史と旅―人と旧跡―』123ページに「色が黒くて烏城とも呼ばれる現在の松本城は…」という一文があり、これが調査した中では最も古く、烏城という呼称の初出と推定される。同年の出来事に松本市と兵庫県姫路市との間での姉妹都市提携があり、長野県側の観光関係者が白鷺城こと姫路城との対比でキャッチフレーズ的に使い始めた可能性がある。「うじょう」ではなく「からすじょう」と読むのは烏城（うじょう）こと岡山城を意識してのものか[37]。

著者は論文の最後で烏城という呼称の今後について 「全国の城を巡る旅行者や松本城を案内する地元の人々の間でこれからも残り、継承されていくであろう」との見解を示した。

## 備考
- 城主水野忠直が、4代将軍徳川家綱の死後の延宝9年（1681年）に供養のため上野寛永寺に奉納した灯籠が、松本城公園内に残る。
- 現在、埋立てにより住宅地とされた外堀の復元が検討されている。
- 二の丸御殿の木造復元が検討されているが、現存する二の丸御殿の写真が数少ないことから、計画が頓挫した状態にある[39]。本丸御殿については、松本城全体の歴史的木造復元対象時期が幕末維新期であることから、現在のところ木造復元の予定はない[40]。
- 大手門枡形[注 6]の地形を再現するため、女鳥羽川にかかる千歳橋付近で、ナワテ通り側のビル三棟（旧鶴林堂、武富士ビル等）を市が買収し解体、広場にする計画がある[41]。
- 内堀や外堀など三つの堀は総面積約3万5千平方メートルであるが、落ち葉やコイの糞などにより長らく悪臭の原因となっていた。2013年には1864年以来およそ150年ぶりの浚渫作業が開始された[42]。
- 松本市政策部政策課と信濃毎日新聞松本本社に事務局を置く「国宝松本城を世界遺産に」推進実行委員会が中心となって、世界遺産登録をめざしている[43][44]。天守が国宝指定された5城のうち姫路城は1993年に世界遺産登録され、彦根城は1992年世界遺産国内暫定リスト（推薦待ち候補）に掲載された。
- 2017年5月17日、松本市は震度6強〜7の大地震が起きた場合、強度不足のため天守や櫓5棟で倒壊や変形の危険性があるとの耐震診断結果を発表した。市は、耐震工事と合わせ、繁忙期などの入場制限を検討し、避難誘導計画の策定にも取り組むとしている[45]。

## 周辺
- 四柱神社
- 縄手通り商店街
- 八十二銀行松本営業部
- 松本市時計博物館